# サンタバーバラ空港
サンタバーバラ空港 (英: Santa Barbara Airport) は、アメリカ合衆国・カリフォルニア州サンタバーバラ郡にある空港。サンタバーバラ市立空港 (英: Santa Barbara Municipal Airport) とも呼ばれる。

## 概要
サンタバーバラ市街地から西へ11kmの位置にある。短い滑走路しかないものの、ボーイング747-SPやボーイング767などの大型機が整備目的で降り立つこともある。

## 歴史
- 2011年8月18日　新ターミナル開業

## 就航路線
| 航空会社                   | 就航地                                                         |
| -------------------------- | -------------------------------------------------------------- |
| アメリカン航空             | 季節：シカゴ/ORD、ダラス/フォートワース、フェニックス          |
| アメリカン・イーグル       | ダラス/フォートワース、フェニックス                            |
| ユナイテッド航空           | デンバー、サンフランシスコ、季節：シカゴ/ORD                   |
| ユナイテッド・エキスプレス | デンバー、ロサンゼルス/LAX、サンフランシスコ、季節：シカゴ/ORD |
| アラスカ航空               | シアトル、ポートランド、サンディエゴ                           |
| サウスウエスト航空         | デンバー、ラスベガス、オークランド                             |